# 2013-as bostoni robbantás
2013. április 15-én, helyi idő szerint délután 14.50-kor két robbanás történt a Boston Marathon céljának közelében. Hárman életüket vesztették és 264 személy szenvedett sérüléseket.
Mint utóbb kiderült, robbantásos merénylet volt, amelyet egy csecsen származású testvérpár Tamerlan Carnajev és Dzsohar Carnajev követett el.

## A 2013-as bostoni maraton
A bostoni maratont az amerikai függetlenségi háború első csatáira emlékező hazafiak napján (Patriots Day, Massachusetts államban ünnepnap), április harmadik hétfőjén rendezik. A versenyen ebben az évben mintegy 27 ezren vettek részt. Edward Davis, bostoni rendőrkapitány szerint a hatóságokhoz nem érkezett fenyegetés.
A maraton győztese két órával a robbantások előtt haladt át a célvonalon, és az utána következő két óra alatt már mintegy 17 ezren lefutották a távot. A merénylet akkortájt történt, amikor már az amatőr futók jelentős része közeledett a célhoz.

## A robbantások

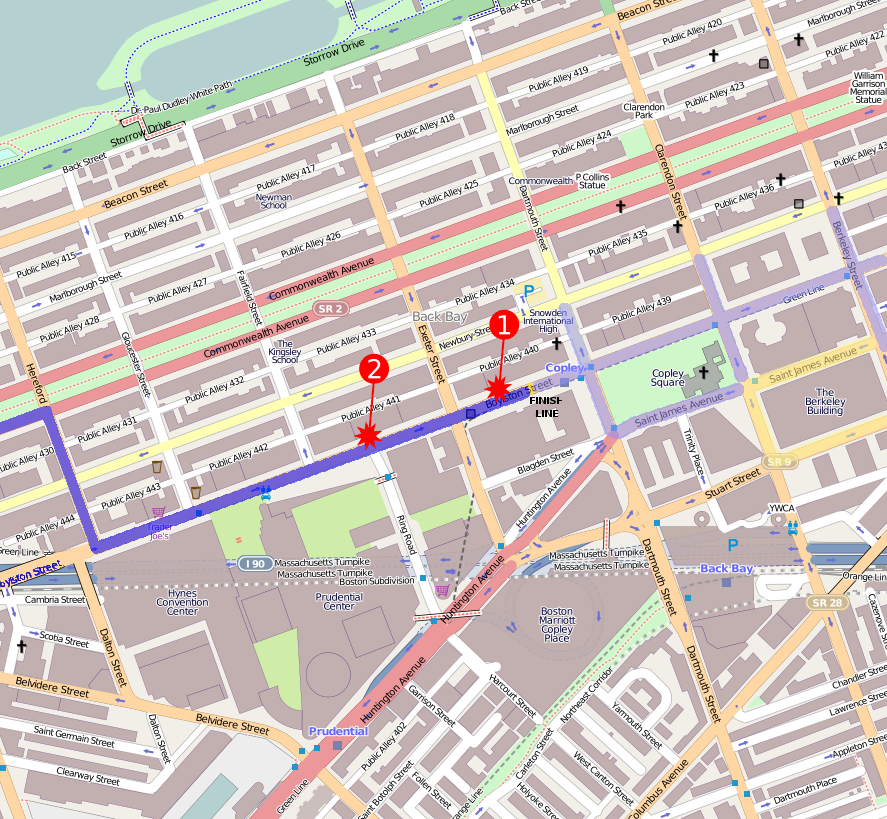
Az első (jobbra) és a második (balra) robbanás helyét mutató térkép

A két robbanás helyi idő szerint 14 óra 50 perckor, 12 másodperccel egymás után történt a célhoz vezető Boylston utca északi felén egymástól mintegy 50-100 méterre. Az első pokolgép a Boylston utca 671-es száma előtt, a Copley téren lévő célvonal közelében robbant fel, a másik két tömbbel nyugat–délnyugati irányban, a Ring út torkolatával szemben. Mindkét szerkezetben kuktaedénybe zárt csapágygolyók szolgáltak repeszként.

### Áldozatok
A két robbantásban hárman életüket vesztették és 264-en megsebesültek. Számos jelenlévő veszítette el valamely végtagját és szenvedett olyan sebesülést, amely intenzív ellátást igényelt. A három áldozat a maraton nézői közül került ki: a massachusettsi Medfordból származó, 29 éves Krystle Campbell, étteremvezető-nő a kínai Lü Lingzi, a Bostoni Egyetem 23 éves, végzős női hallgatója és a nyolcéves kisfiú, Martin Richard, aki a második robbanásban vesztette életét.

## A hatóságok intézkedései
A bostoni rendőrkapitány és más források is megerősítették, hogy a célvonal közelében egy harmadik robbanószerkezetet is felfedeztek, amelyet sikeresen hatástalanítottak. William R. Keating, a Képviselőház nemzetbiztonsági bizottságának tagja két, fel nem robbant csőbombát talált, az egyiket a robbanások közelében, egy Boylston utcai hotelnél, a másikat egy általuk meg nem nevezett helyen.
A Bostoni Rendőrség minden szolgálaton kívüli tagját munkába rendelték. A menekülő nézők által hátrahagyott táskák rengeteg plusz munkát adtak a bombaszakértőknek.
Hosszas kutatómunka alapján a térfigyelő kamerák által rögzített felvételekből sikerült beazonosítani a két elkövetőt, de kilétüket homály fedte. Még aznap éjjel megöltek egy rendőrt pusztán a fegyveréért. Több napos kutatás következett, a hatóságok a merénylők menekülését egész Bostonra kiterjedő vesztegzárral igyekeztek megakadályozni. Később, lakossági bejelentésre a kivonuló egységek tűzharcba keveredtek a még mindig ismeretlen elkövetőkkel. Csak azután sikerült azonosítani Tamerlan Carnajev 26 éves terroristát, aki a rendőrökkel vívott tűzharcban több lőtt sebet szerzett, majd a saját öccse hajtott át rajta egy lopott terepjáróval menekülése közben, aminek következtében az elkövető a kórházban meghalt. Öccsére, a menekülésben lévő, 19 éves Dzsohar Carnajevre egy watertowni idős ember hívta fel a szervek figyelmét, amint az az udvaron tárolt csónakjában bujkált. Dzsoharra 30 pontban, köztük négyrendbeli emberölés és tömeges halált okozó fegyver használata miatt történt szövetségi vádemelés. A csecsen származású amerikai állampolgár 2013 július 10-én ártatlannak vallotta magát a bíróságon. Carnajevre halálbüntetés vár. Néhány nappal a robbantást követően Barack Obama amerikai elnök Bostonba látogatott és együttérzését nyilvánította ki, valamint gratulált a helyi hatóságoknak az összehangolt együttműködésükért és elszántságukért. 